# Mililotti (Giuseppe i Leopoldo)
Els Mililotti (Giuseppe i Leopoldo) foren dos compositors italians nascuts a Ravenna: Giuseppe va néixer l'octubre de 1828 i morí el 1883. Leopoldo va néixer 6 d'agost de 1835 i morí el 1911.
Giuseppe fou professor de cant coral en el Liceu Musical de Roma i director de la banda municipal de música d'aquella capital. Escriviren en col·laboració, les operetes La vendetta d'un folletto i Un sogno nella luna, estrenades ambdues a Roma el 1875.
Leopold publicà diverses col·leccions de melodies vocals: Ore di tristezza, Brezze dell'Adriatico, i Foglie d'Autunno.